# Зиґмунтово (Косцянський повіт)
Зиґмунтово (пол. Zygmuntowo) — село в Польщі, у гміні Сміґель Косцянського повіту Великопольського воєводства.
Населення — 33 особи (2011).
У 1975-1998 роках село належало до Лешненського воєводства.

## Демографія
Демографічна структура станом на 31 березня 2011 року:
|          | Загалом | Допрацездатний вік | Працездатний вік | Постпрацездатний вік |
| -------- | ------- | ------------------ | ---------------- | -------------------- |
| Чоловіки | 18      | 4                  | 13               | 1                    |
| Жінки    | 15      | 1                  | 12               | 2                    |
| Разом    | 33      | 5                  | 25               | 3                    |